# Elaphoglossum pseudoherminieri
Elaphoglossum pseudoherminieri är en träjonväxtart som beskrevs av A. Rojas. Elaphoglossum pseudoherminieri ingår i släktet Elaphoglossum och familjen Dryopteridaceae. Inga underarter finns listade.